# VVV Trippin'you
VVV [Trippin'you] és un grup de música electrònica i post-punk espanyol amb lletres nihilistes i viscerals, format el 2015 a Móstoles com un projecte del seu vocalista, Adrián Bremner, amb el baixista Manuel Salas. El duo va enregistrar el seu primer projecte, Dirty Leeds (2015), un EP de quatre temes com a homenatge a l'equip anglès de futbol, que va penjar a la plataforma Bandcamp.
El 2018, durant el procés d'enregistrament de L'Ennui, se'ls va sumar Eli Almenara als teclats, guitarra i cors. El 2020 van editar el seu segon disc, Escama. Aquell mateix any, Salas va abandonar el grup i al seu lloc va incorporar-se Salvi Urbaneja al baix. L'any següent VVV [Trippin'you] va publicar el seu tercer àlbum d'estudi, Turboviolencia, i el 2023 el quart, Vaciador.

## Discografia

### Àlbums d'estudi
- 2018: L'Ennui
- 2020: Escama
- 2021: Turboviolencia
- 2023: Vaciador

### EP
- 2015: Dirty Leeds
- 2016: Dance and Cry
- 2020: Cólera / Mi Sangre

### Remixes
- 2020: Los Bailes Perdidos (Escama Remixes)
- 2022: Turboviolencia_remixes